# Пустомитівський район
Пустоми́тівський райо́н — колишній район України у центрі Львівської області. На півночі до району примикає обласний центр місто Львів. Районний та адміністративний центр — місто районного значення Пустомити. Населення становить 114 047 осіб (на 1 серпня 2013). Площа становить 953 км², займає дванадцяте місце серед 20 районів області. Утворено 1959 року.

## Географія

### Розташування
На північному заході Пустомитівщина межує з Яворівським; на півночі — з Жовківським, Кам'янка-Бузьким, Буським; на сході — із Золочівським, Перемишлянським, на півдні — з Миколаївським, на заході — з Городоцьким районами. Також Пустомитівський район охоплює з півдня місто Львів.
У географічному відношенні Пустомитівщина займає південну частину Львівської Галицько-Волинської западини, яка у свою чергу належить до Східно-Європейської платформи і заповнена потужною (5-7 км) товщею осадових порід.

### Корисні копалини
Корисні копалини представлені вапняком, піском, глиною. На території району є родовища гіпсу (Щирецьке, Пісківське, Попелянське), піску для виготовлення скла (Сихівське, Старосільське), глини (Відниківське), вапняку (Пустомитівське). Є також джерела мінеральної води (Пустомити). Рельєф горбисто-рівнинний. Більшу частину району займає Подільська височина, лише північно-східна частина лежить у межах Малого Полісся.

### Клімат
Клімат помірний, перехідний від морського до континентального. Протягом року переважає помірне морське повітря з Атлантики. Воно приносить взимку відлиги, хмарність, снігопади, а влітку — прохолоду і рясні дощі.
Середня температура січня становить −4,3 °C, літня — +18 °C. Середньорічна кількість опадів становить 675—711 мм. Висота снігового покриву становить 18-25 см. Річки північно-східної частини належать до басейну Західного Бугу, західної — до Дністра. Переважає дощове живлення річок, дещо меншим є снігове і підземне. На багатьох із них містяться ставки, а на Ставчанці функціонує філіал Інституту рибництва.

### Ґрунти
Ґрунтовий покрив досить різноманітний. Західну і центральну частини району займають світло-сірі, сірі і темно-сірі опідзолені ґрунти. На сході і півночі переважають темно-сірі опідзолені ґрунти і опідзолені чорноземи. Значна частина земель розорана, ліси займають 15,3 тисячі гектарів. Основні породи: дуб, бук, сосна, граб.
На території Пустомитівщини чітко виділяються 5 природних районів: Львівське Опілля, Львівське плато, Давидівське пасмо, Грядове Побужжя, Бібрське горбогір'я.

### Природно-заповідний фонд

#### Дендрологічні парки
Оброшинський (загальнодержавного значення).

#### Ландшафтні заказники
Липниківський.

#### Лісові заказники
Винниківський, Любінський (частина).

#### Заповідні урочища
Модринове насадження.

#### Зоологічні парки
Оброшинський зоопарк.

#### Ботанічні пам'ятки природи
Три вікові дуби Б. Хмельницького.

#### Парки-пам'ятки садово-паркового мистецтва
Басівський дендропарк, Верхньобілківський парк, Парк XIX ст. (Пустомити).

## Історія
27 листопада 1939 року, внаслідок так званого возз'єднання, була утворена Львівська область, а в 1959 році до неї було приєднано ще й Дрогобицьку. В самому, образно кажучи, серці цієї адміністративної одиниці знайшов своє місце Сокільницький район, 1.11.1946 перейменований на Пустомитівський. У попередні історичні часи населені пункти району належали до Львівського сільського повіту. Після 1940 року адміністративно Пустомитівщина була більш строката. На її теперішній території функціонували Щирецький, Сокільницький (Пустомитівський), Брюховицький, Винниківський, Ново-Яричівський і Бібрський райони. 21 січня 1959 р. до Пустомитівського району приєднаний Щирецький район. Адміністративний Пустомитівський район був сформований у жовтні 1965 року. 05.02.1965 Указом Президії Верховної Ради Української РСР передано Великоглібовицьку сільраду Пустомитівського району до складу Перемишлянського району.

## Адміністративний устрій
Адміністративно-територіально район поділяється на 1 міську раду, 1 селищну раду та 39 сільських рад, які об'єднують 104 населені пункти і підпорядковані Пустомитівській районній раді. Адміністративний центр — місто Пустомити.

## Економіка
В усіх галузях економіки зайнято понад 30 тис. осіб, з яких на підприємствах, установах та організаціях — 14 тис. осіб.
Станом на 1.12. 2003 року в районі обліковано 3000 суб'єктів господарської, управлінської та суспільно-політичної діяльності, з яких 2 250 — суб'єктів господарської діяльності — фізичних осіб. Станом на 2012 рік в районі обліковано 899 підприємств-суб'єктів підприємницької діяльності, на яких зайнято 15 441 особу; у тому числі 851 малих підприємств, на яких зайнято 5 249 осіб.

## Транспорт
Територією району проходять низка важливих автошляхів, серед них E40 та E471.

## Населення
Розподіл населення за віком та статтю (2001):
| Стать | Всього | До 15 років | 15-24 | 25-44  | 45-64  | 65-85 | Понад 85 |
| --- | ------ | ----------- | ----- | ------ | ------ | ----- | -------- |
| Чоловіки | 53 115 | 10 403      | 9147  | 16 253 | 12 082 | 4959  | 271      |
| Жінки | 58 891 | 9750        | 8787  | 16 655 | 13 600 | 9282  | 817      |
| \| Статево-вікова піраміда \| Статево-вікова піраміда \| Статево-вікова піраміда \| \| ----------------------- \| ----------------------- \| ----------------------- \| \| Чоловіки \| Вік \| Жінки \| \| 271 \| 85 + \| 817 \| \| 373 \| 80-84 \| 1061 \| \| 891 \| 75-79 \| 2298 \| \| 1630 \| 70-74 \| 2875 \| \| 2065 \| 65-69 \| 3048 \| \| 2525 \| 60-64 \| 3119 \| \| 2393 \| 55-59 \| 2671 \| \| 3336 \| 50-54 \| 3647 \| \| 3828 \| 45-49 \| 4163 \| \| 4657 \| 40-44 \| 4873 \| \| 3842 \| 35-39 \| 4106 \| \| 3784 \| 30-34 \| 3738 \| \| 3970 \| 25-29 \| 3938 \| \| 4416 \| 20-24 \| 4193 \| \| 4731 \| 15-20 \| 4594 \| \| 4202 \| 10-14 \| 3974 \| \| 3450 \| 5-9 \| 3224 \| \| 2751 \| 0-4 \| 2552 \| |        |             |       |        |        |       |          |
| Статево-вікова піраміда |        |             |       |        |        |       |          |
| Чоловіки | Вік    | Жінки       |       |        |        |       |          |
| 271 | 85 +   | 817         |       |        |        |       |          |
| 373 | 80-84  | 1061        |       |        |        |       |          |
| 891 | 75-79  | 2298        |       |        |        |       |          |
| 1630 | 70-74  | 2875        |       |        |        |       |          |
| 2065 | 65-69  | 3048        |       |        |        |       |          |
| 2525 | 60-64  | 3119        |       |        |        |       |          |
| 2393 | 55-59  | 2671        |       |        |        |       |          |
| 3336 | 50-54  | 3647        |       |        |        |       |          |
| 3828 | 45-49  | 4163        |       |        |        |       |          |
| 4657 | 40-44  | 4873        |       |        |        |       |          |
| 3842 | 35-39  | 4106        |       |        |        |       |          |
| 3784 | 30-34  | 3738        |       |        |        |       |          |
| 3970 | 25-29  | 3938        |       |        |        |       |          |
| 4416 | 20-24  | 4193        |       |        |        |       |          |
| 4731 | 15-20  | 4594        |       |        |        |       |          |
| 4202 | 10-14  | 3974        |       |        |        |       |          |
| 3450 | 5-9    | 3224        |       |        |        |       |          |
| 2751 | 0-4    | 2552        |       |        |        |       |          |

Національний склад району станом на 2001 р.:
|                | кількість осіб | %     |
| національність | 112 009        | 100   |
| -------------- | -------------- | ----- |
| українці       | 110 241        | 98,42 |
| росіяни        | 861            | 0,77  |
| поляки         | 618            | 0,55  |
| білоруси       | 99             | 0,09  |
| вірмени        | 26             | 0,02  |
| татари         | 25             | 0,02  |
| молдовани      | 20             | 0,02  |
| цигани         | 16             | 0,01  |
| азербайджанці  | 13             | 0,01  |
| німці          | 13             | 0,01  |
| євреї          | 11             | 0,01  |
| інші           | 66             | 0,06  |

У районі проживає 111 тис. населення. Пустомитівський район входить до десятку найбільших за кількістю та густотою населення районів України. У м. Пустомити проживає 10 тис. 200 ос., в селищі міського типу Щирець — 4 тис. 450 осіб.
Станом на 1 червня 2014 року кількість наявного населення становила 114,7 тисяч осіб. Протягом січня—травня 2014 року чисельність населення збільшилася на 275 осіб, у тому числі за рахунок природного скорочення зменшилася на 18 осіб, а міграційний приріст склав 293 особи. Протягом того ж періоду народилося 583 дитини, померла 601 особа, з них 5 дітей віком до одного року.

## Релігія
Найбільше храмів району належить до УГКЦ — майже 80 (див. Пустомитівський деканат УГКЦ і Винниківський деканат УГКЦ). 34 церков належать до Православної церкви України (див. також статтю про колишній Пустомитівський деканат УАПЦ) станом на кінець 2018 року. Існує дві, але фактично (станом на 2018 рік) не функціонує жодної парафії УПЦ (МП).
Діє одна церква євангельських християн-баптистів — у м. Пустомити.

## Політика
25 травня 2014 року відбулися Президентські вибори України. У межах Пустомитівського району було створено 99 виборчих дільниць. Явка на виборах складала — 84,15 % (проголосували 77 795 із 92 451 виборців). Найбільшу кількість голосів отримав Петро Порошенко — 78,12 % (60 775 виборців); Юлія Тимошенко — 7,24 % (5 629 виборців), Олег Ляшко — 5,74 % (4 462 виборців), Анатолій Гриценко — 4,83 % (3 761 виборців). Решта кандидатів набрали меншу кількість голосів. Кількість недійсних або зіпсованих бюлетенів — 0,46 %.
31 березня 2019 року відбулися Президентські вибори України. Явка на виборах складала — 73,34 % (проголосували 69 081 із 95 012 виборців). Найбільшу кількість голосів отримав Петро Порошенко — 47,08 % (32 526 виборців); Анатолій Гриценко — 20,21 % (13 962 виборців), Юлія Тимошенко — 10,28 % (7 100 виборців), Володимир Зеленський — 8,76 % (6 051 виборців), Руслан Кошулинський — 4,37 % (3 016 виборців), Ігор Смешко — 4,13 % (2 852 виборців). Решта кандидатів набрали меншу кількість голосів.

## Пам'ятки
- Пам'ятки історії Пустомитівського району
- Пам'ятки архітектури Пустомитівського району
- Пам'ятки монументального мистецтва Пустомитівського району

### Архітектурні пам'ятки

Костел св. Марії Магдалини (побудований в 1924 р. с. Вовків)

- Садибний будинок з парком (поч. XIX ст.), м. Пустомити
- Церква Здвиження Чесного Хреста (1751 р.) з дзвіницею (1781 р), дерев'яна; с. Будьків
- Костел Св. Войцеха (1546 р.), с. Верхня Білка
- Церква Св. Миколая (1729 р.) з дзвіницею (перша пол. XVIII ст.), дерев'яна; с. Відники
- Костел Св. Катерини (1612—1625 рр.), с. Зимна Вода
- Костел Св. Миколая (1890—1896 рр.), с. Сокільники
- Костел всіх святих (1758 р.), с. Годовиця
- Церква Св. Ігнатія (1712—1734 рр) з дзвіницею (1734 р.), дерев'яна; с. Горбачі
- Церква Св. Юрія (1781 р.) з дзвіницею (1782 р.), дерев'яна; с. Гринів
- Костел Св. Станіслава (1600 р.), с. Давидів
- Садибний будинок (поч. XIX ст.), с. Давидів
- Церква Св. Михаїла з дзвіницею (1765 р.), дерев'яна; с. Дмитровичі
- Церква Св. Михаїла з дзвіницею (1770 р.), дерев'яна; с. Жирівка
- Церква Симеона Стовпника (1729 р.) з дзвіницею (XVIII ст.), дерев'яна; с. Коцурів
- Церква Богоявлення Господнього (1693 р.) з дзвіницею (XVIII ст), дерев'яна; с. Кугаїв
- Церква Симеона Стовпника (1828 р.) з дзвіницею (1882 р.), дерев'яна; с. Лісневичі
- Вознесенський костел (1626 р., 1760 р.) з дзвіницею (1776 р.), с. Наварія
- Садиба львівських архієпископів та палац, службові флігелі, огорожа з парадною та господарською брамами, (1730 р.), парк (XVIII ст.); с. Оброшине
- Церква Різдва Богородиці з надбрамною дзвіницею та мурами (XVI ст.), с. Піски
- Церква Собору Пресвятої Богородиці (1792 р.), дерев'яна; с. Пикуловичі
- Костел Св. Валентина (1856 р.), с. Раковець
- Церква Св. Михаїла (Успіння Богородиці) з дзвіницею (1718 р.), дерев'яна; с. Семенівка
- Костел Св. Мартина з дзвіницею (1722 р.), с. Семенівка
- Дзвіниця (поч. XIX ст.), дерев'яна; с. Ставчани
- Замок (1584—1654 рр.), с. Старе Село
- Церква Св. Івана Хрестителя з дзвіницею (1742 р.), дерев'яна; с. Старе Село
- Церква Стрітення Господнього (1757 р.) з дзвіницею (1760 р.), дерев'яна; с. Черепин
- Костел Св. Миколая (поч. XV ст.-1774 р.) з дзвіницею (XIX ст.), с. Чишки
- Костел Св. Станіслава (1553 р.) з дзвіницею (XIX ст.), смт. Щирець
- Церква Пресвятої Трійці (XVI ст.) з дерев'яною дзвіницею та мурами (XVIII ст.), смт. Щирець
- Давньоруське городище, с. Звенигород
- Церква Святих Бессрібників Косми і Дем'яна (1804 р.) с. Сороки